# Helen Jenkins
Helen Rebecca Tucker Jenkins (Elgin, 8 marzo 1984) è una triatleta britannica.

## Carriera
Ottiene dei buoni risultati da junior, quando si classifica tra le prime 10 ai mondiali di triathlon di categoria nel 2003 a Queenstown e nel 2004 a Funchal e si aggiudica i campionati nazionali di triathlon del 2004.
Nel 2005 arriva 3º ai campionati europei di triathlon di Sofia, categoria under 23, e 2° assoluta ai campionati nazionali Élite di Salford.
Nel 2006 partecipa ai Giochi del Commonwealth, senza andare oltre al 16º posto assoluto. Nello stesso anno, tuttavia, vince il titolo di campionessa nazionale di triathlon a Windsor.
Il suo vero exploit è datato giugno 2008, quando vince i campionati del mondo di triathlon di Vancouver, 4" davanti all'americana Sarah Haskins e con quasi un minuto sulla 3ª classificata, la neozelandese Samantha Warriner. Diventa così la seconda triatleta britannica, dopo Leanda Cave, a vincere i mondiali di triathlon.
Alle Olimpiadi di Pechino del 2008 si presenta come una delle favorite e con il titolo di Campionessa del mondo in carica, tuttavia non fa una delle sue migliori gare classificandosi al 21º posto.
Nel 2009 vince il primo London Triathlon e arriva 3º assoluta alla Gran Finale dei Campionati del mondo di Gold Coast.

## Titoli
- Campionessa del mondo di triathlon (Élite) - 2008, 2011
- Campionessa nazionale di triathlon (Élite) - 2006
- Campionessa nazionale di triathlon (Junior) - 2004

## Curiosità
- È sposata con il triatleta Marc Jenkins.

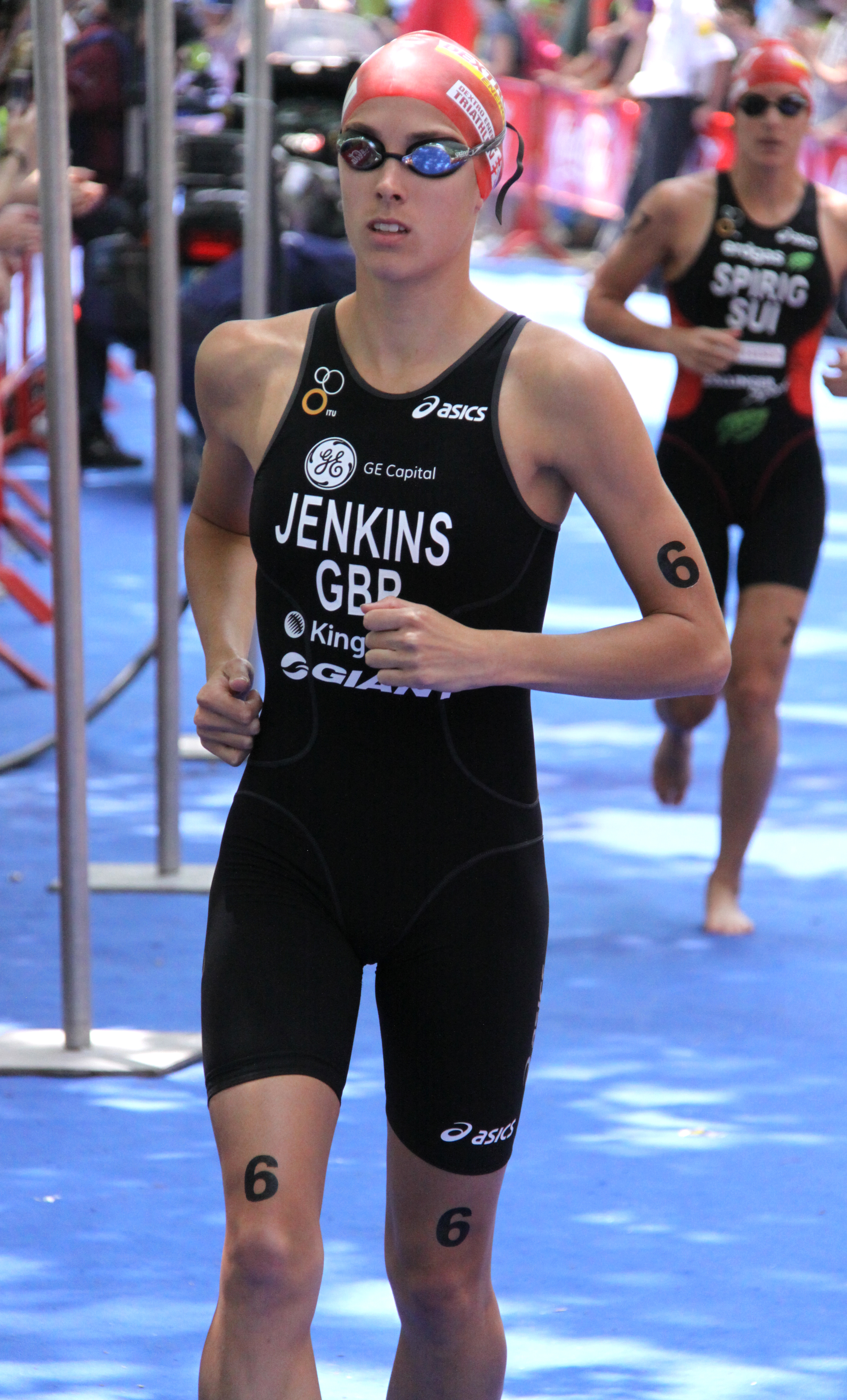
Helen Jenkins a Madrid 2010.